# Tedald van Canossa

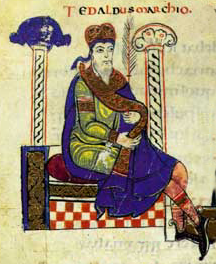
Tedald van Canossa in het Vita Mathildis.

Tedald van Canossa (†1012) was een Italiaans markgraaf uit het Huis Canossa. Zijn bezittingen situeerden zich vooral in Toscane en bestonden uit de graafschappen Brescia, Modena, Ferrara, Reggio en Mantua. Door de uitgestrektheid van zijn territorium en de ligging ervan op de grens van het Heilig Roomse Rijk, kon hij de titel van markgraaf voeren.

## Leven

### Familie
Tedald was de jongste zoon van Azzo van Canossa en volgde zijn vader op na de dood van zijn oudste broer Rodolf en de intrede van zijn andere broer Godfried in een klooster. Het huis Canossa was onder Azzo in het bezit gekomen van zijn territorium door zijn steun aan de Ottoonse dynastie in hun strijd om de kroon van Italië. Ook Tedald en zijn zoon Bonifatius bleven de Duitse zaak trouw, waardoor ze hun territorium gevoelig konden uitbreiden.

### Tegenkoning Arduin van Ivrea

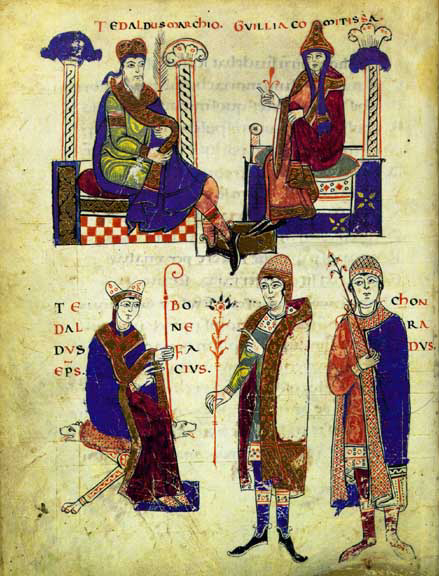
Tedald (LB) met zijn vrouw Willa (RB) en hun zonen Tedald (LO), Bonifatius (MO) en Conrad (RO).

Na de dood van Keizer Otto III was er in het Heilig Roomse Rijk onzekerheid over wie de nieuwe keizer zou worden. In Italië profiteerde Arduin van Ivrea hiervan om zich in 1002 uit te roepen tot koning van Italië, met de steun van aartsbisschop Arnulf II. Hoewel hij enige steun genoot onder de Italiaanse magnaten, maar enkelen, waaronder Tedald en bisschop Leo van Vercelli probeerden Keizer Hendrik II te overtuigen om in te grijpen in Italië.
In 1004, na het neerslaan van een opstand in Duitsland, viel Hendrik Noord-Italië binnen en kreeg al snel de steun van Tedald en de aartsbisschoppen van Milaan en Ravenna. Arduin van Ivrea, de tegenkoning, verloor plots in april de steun van het grootste deel van de Italiaanse adel en moest zich terugtekken in zijn kasteel in Sparone, in de Alpen. Op 14 mei 1004 kon Hendrik zich in Pavia, in het bijzijn van Tedald, tot koning van Italië kronen, waarna hij al snel terugkeerde naar Duitsland.
Arduin was nog steeds niet helemaal verslagen, want tussen 1005 en 1014 bleef hij campagnes organiseren in Noord-Italië. Hij werd hierin gedoogd door een belangrijk deel van de adel, die beide koningen tegen elkaar uitspeelden, waardoor hij regelmatig een bedreiging vormde voor Tedald. Tedald bleef wel de steun genieten van zijn vazallen, waardoor zijn positie nooit echt in gevaar kwam.

### Opvolging
Nog tijdens de oorlog tussen Arduin en Hendrik schakelde Tedald zijn zoon Bonifatius in bij het bestuur van het markgraafschap. Om de opvolging veilig te stellen liet hij zijn vazallen trouw zweren aan Bonifatius als nieuwe landheer. Tijdens deze periode is Tedald ook in het bezit gekomen van het graafschap Ferrara als gift van de paus, wegens zijn steun aan keizer Hendrik II. In tegenstelling tot wat gebruikelijk was is zijn territorium, dat bestond uit een amalgaam van graafschappen, niet gesplitst na zijn dood tussen zijn zonen. Hierdoor werd zijn zoon Bonifatius een van de machtigste magnaten in Noord-Italië.

## Nageslacht
Tedald was gehuwd met Willa, een dochter van Hubert van Spoleto en had drie zonen. Tedald, bisschop van Arezzo, Bonifatius, die hem zou opvolgen als markgraaf, en Conrad, die samen met zijn broer Bonifatius het markgraafschap bestuurde, maar in 1030 overleed na de slag bij Coviolo.